# 純淨之輝
純淨之輝（日语：ソダシ），是日本純種競賽馬匹，生涯活躍於一哩賽事，曾勝出2020年阪神兩歲牝馬錦標、2021年櫻花賞及2022年維多利亞一哩賽，因其稀有的白毛外表以及於賽場的優秀表現，而被馬迷稱為「白毛偶像」（白毛のアイドル）。

## 出賽前
2018年3月8日出生於北海道安平町北部牧場，所有權直接歸屬母系之馬主金子真人，馬主名義則以其公司金子真人控股註冊。
其後交由栗東訓練中心練馬師須貝尚介訓練。

## 競賽生涯

### 2歲
2020年7月12日出戰函館競馬場2歲新馬戰，由吉田隼人策騎。比賽開始後其一直處於前方有利位置，進入直路後繼續加速，最終以2 1/2馬位優勢取得首勝。
9月5日出戰札幌兩歲錦標，賽前以4.7倍的獨贏賠率獲得第二人氣。比賽開始後，其隨即於外檔位置逐步移入內欄位置爭搶先頭位置，並保持節奏向前推進。通過第四彎道後與猛獅闊步一同進入直路，於直路上繼續加速。最終於其不斷加速衝刺之下，成功拋離猛獅闊步並低放後方安身立命的追擊，以破紀錄的1分48.5秒時間贏得首個分級賽冠軍，亦成爲首匹贏得分級賽的白毛馬。
其後出戰月神錦標，比賽途中一直追趕領放的Orange Fizz推進，進入直路後成功進佔領先位置，最終於其保持優勢下，以1 1/4馬位優勢成功壓過後上的艷日麗奪冠。
12月13日出戰阪神兩歲牝馬錦標，由於此前戰績優秀，因而獲得第一人氣。雖然入閘前稍爲表現出其的壞脾氣，但於比賽開始後成功冷靜並進佔良好位置。比賽途中其一直保持於第四的先頭位置推進，進入直路後開始發力加速。直路中段，憑借其早前的衝刺，其成功於馬群中衝出並迫近領放的好加好，輕鬆超越對手過後繼續衝刺抵擋後方的安身立命及齊叫好。然而於終點線前，一直處於內檔的里見女尊突然殺上，兩駒以平頭姿態衝線，最終於照片判定下，純淨之輝以7厘米的優勢險勝，成功奪得首個一級賽冠軍之餘，亦成爲日本賽馬史上首匹白毛一級賽勝利賽駒。
年末，由於其以無敗姿態奪得一級賽冠軍，因此於評選中以全票283票當選最佳2歲雌馬。

### 3歲
2021年經過年初的休養後直接出戰4月的櫻花賞，落後里見女尊獲得第二人氣。比賽開始後，其搶佔位置於先頭部隊推進，保持節奏下以相同節奏通過最後彎道。進入直路後其成功發力衝刺並取得領先，其後繼續加速以抵擋後方里見女尊及煥發嫣紅的追擊，最終成功頸位壓過里見女尊，更以1分31.1秒的破紀錄時間率先衝線奪冠，成爲計上年度謀勇兼備後又一匹無敗櫻花賞馬。

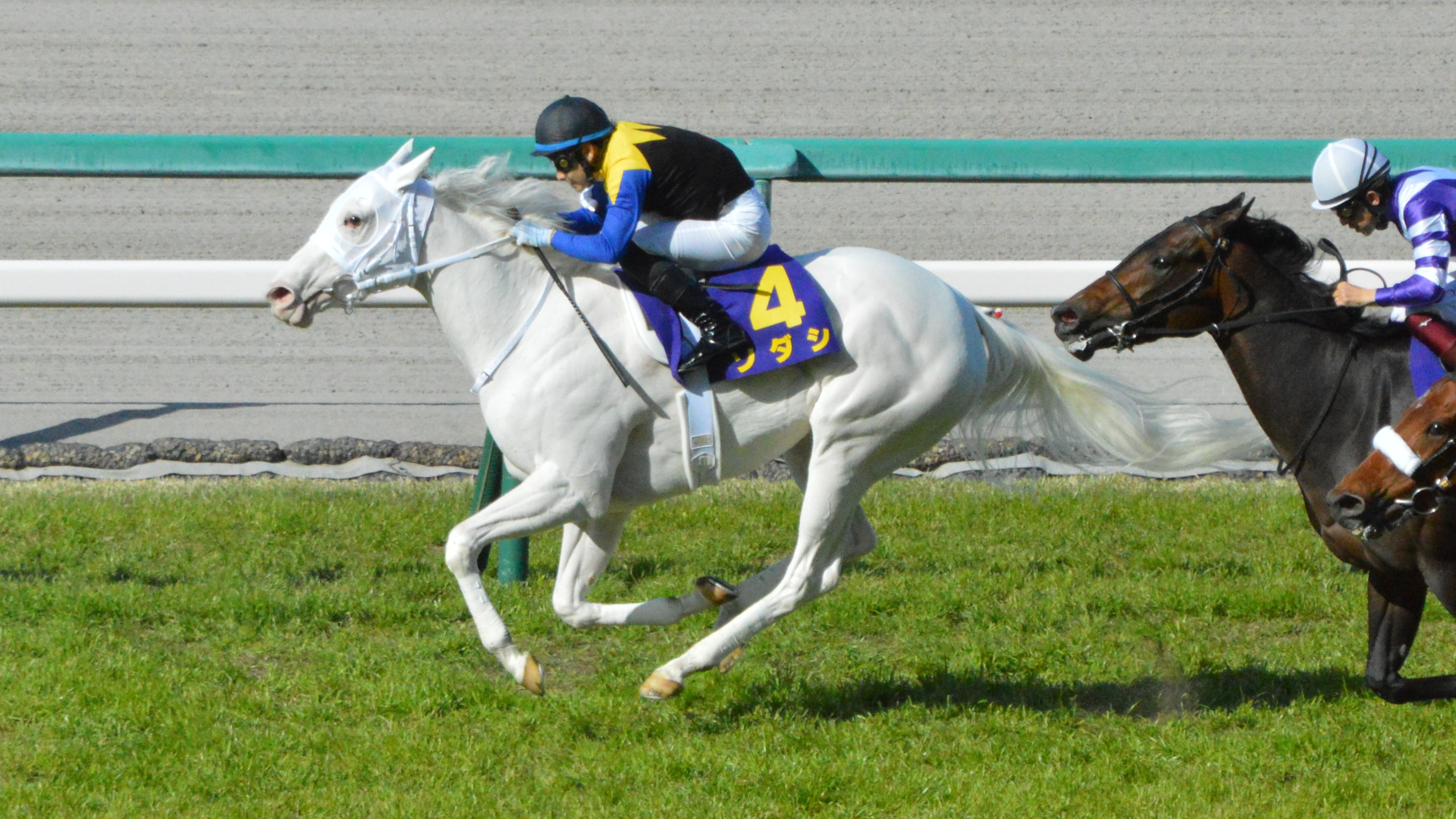
出戰櫻花賞純淨之輝

5月23日出戰優駿牝馬（日本橡樹大賽），再次獲得第一人氣。比賽開始後，其於先頭位置推進，進入直路後並未發揮以往速度，最終失速之下以第八完賽。

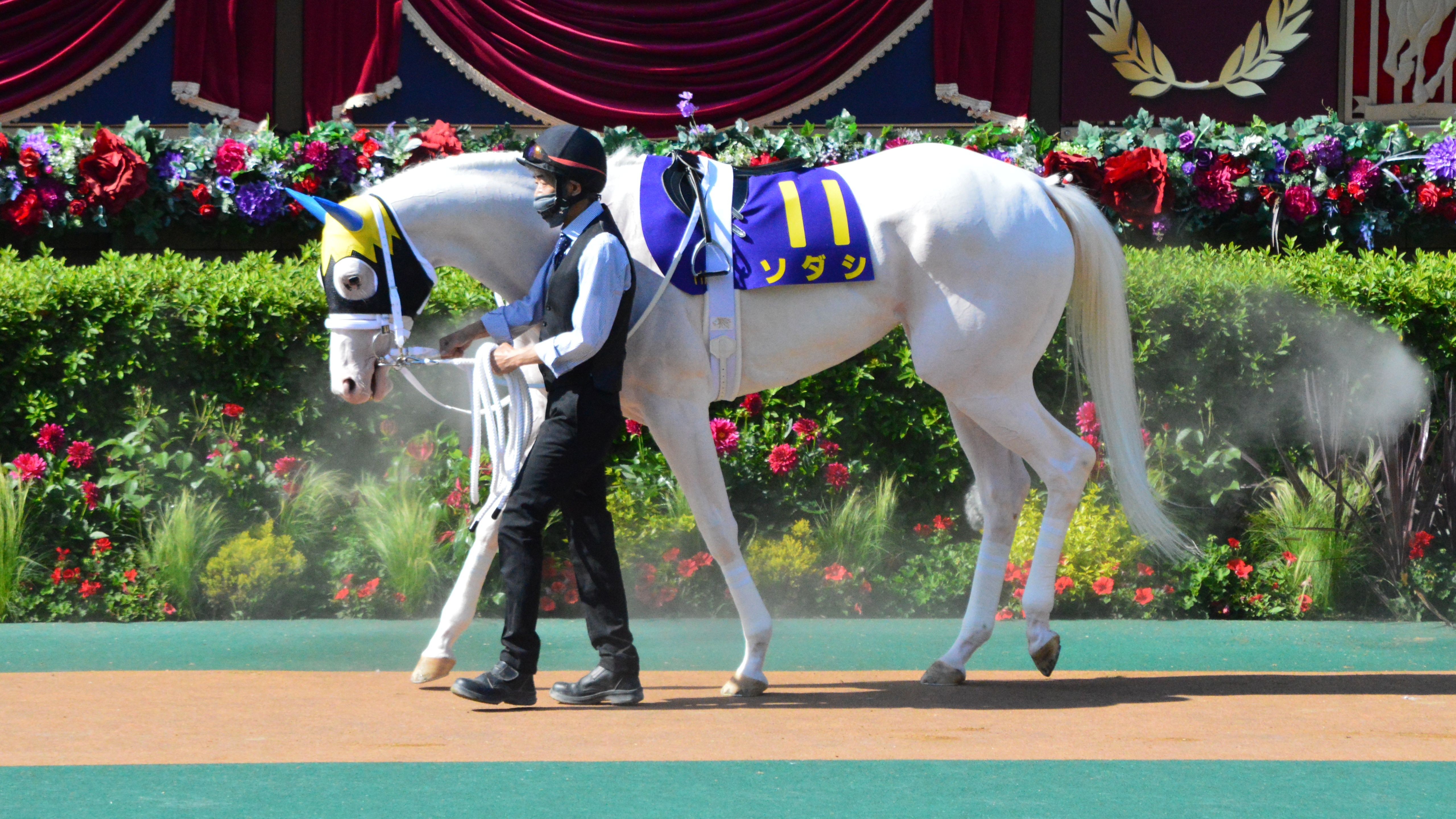
優駿牝馬沙圈

其後短暫放草後於8月22日出戰札幌紀念，縱使處於較外檔的位置，其仍然成功搶佔位置於先頭部隊推進。通過第三彎道後，其超越雙星相伴成爲領先馬匹，並繼續保持此優勢至直路。進入直路後，其繼續發力衝刺，最終成功壓過追擊的唯獨愛你及波斯劍客，再度獲得分級賽冠軍。
10月17日出戰秋華賞，比賽途中保持於第二的位置追趕前方的A Shin Hiten，然而其於直路上未能繼續保持速度，最終於失速之下以第十完賽。賽後經過檢查發現純淨之輝於開閘前曾經撞閘，因而造成牙齒斷裂，但隨後經過醫療團隊詳細診斷，發現其問題並非牙齒斷裂而是牙齦出血。作爲對應措施，陣營和醫療團隊商討下施行手術移除有問題的牙齒。
經過優駿牝馬及秋華賞的大敗，陣營意識到其距離適性不足的問題，加上父系帶有較優秀的泥地血統，因而決定安排其出戰日本冠軍盃，爲其首次出戰泥地賽事。比賽開始後，其隨即搶佔先行位置慢放，做出前1000米61.4秒的較慢步速。然而進入直路後，雖然其保持速度，但明顯表現出力弱，被日輪之神超越過後更失去動力，最終於失速之下以第十二大敗。
年末，其由於於櫻花賞及札幌紀念的優秀表現，於評選中以234票當選最佳3歲雌馬。

### 4歲
2022年首戰爲二月錦標，繼續於泥地戰線上征戰。比賽途中其一直以追趕領放馬竹園南帝的方式推進，但於直路上的衝刺稍欠力量，最終未能追上竹園南帝下，再被後上跑出凌厲末腳的法老茶座超越，以第三完賽。
5月15日出戰重返草地出戰維多利亞一哩賽，獲得第四人氣。比賽開始後，其因良好的出閘而成功進佔先頭位置，保持節奏逐步推進直至最後彎道。進入直路後，一直領放的暗艷薔薇及拉丁城市處於前方，而純淨之輝則和煥發嫣紅一同衝出。直路中段，其開始發力加速衝刺，於最後100米超越前方領放的兩匹賽駒，最終保持速度下抵擋處於後方煥發嫣紅的來襲，以2馬位優秀取得冠軍。
其後出戰札幌紀念，以連霸爲目標，然而於比賽途中未能進一步加速，最終以第五完賽。
10月15日出戰府中牝馬錦標，獲得第一人氣。比賽開始後，其處於先頭約莫第五的位置追走，進入直路後其隨即加速衝刺並取得領先，但於終點線前被第十二人氣的伏兵大奇蹟超越，最終以頭位差距爆冷落敗得第二。
11月20日出戰一哩冠軍賽，僅次於上年度NHK一哩賽速度大師獲得第二人氣。比賽開始後，其採用較緩慢的步伐進佔第四的位置，並保持相同的節奏通過最後彎道。進入直路後，雖然其隨即加速並參與先頭的爭奪戰，但最終仍然於稍欠氣勢的情況下被秀逸小島及野田小子超越，以季軍的戰績完賽。

### 5歲
2023年5月出戰維多利亞一哩賽，以連霸爲目標，由於主戰騎師吉田隼人選擇策騎指環魔力，改由來日客串的連達文代打策騎。比賽開始後，其於較前方位置以穩定的節奏推進，途中逐步加速以防止陷入馬群包圍。進入直路後，其開始發力衝刺並於最後200米超越一直領放的樂桃源取得領先的優勢。其後其繼續加速保持自身領先的優勢，雖然成功阻擋第一人氣星映天下的追擊，但於終點線前仍然被由內檔上前的前人足跡超越，最終以頭位憾負得第二。
6月4日出戰安田紀念，賽前獲得僅次勝出前哨戰讀賣盃的速度大師的第二人氣。由於維多利亞一哩賽的騎師連達文於本次比賽選擇策騎秀逸小島，因而由川田將雅代打策騎。比賽開始後，其一直保持於先頭位置推進，以第三的姿態進入最後直路。然而進入直路後，其開始表現出力弱，最終未能繼續加速下以第七落敗。

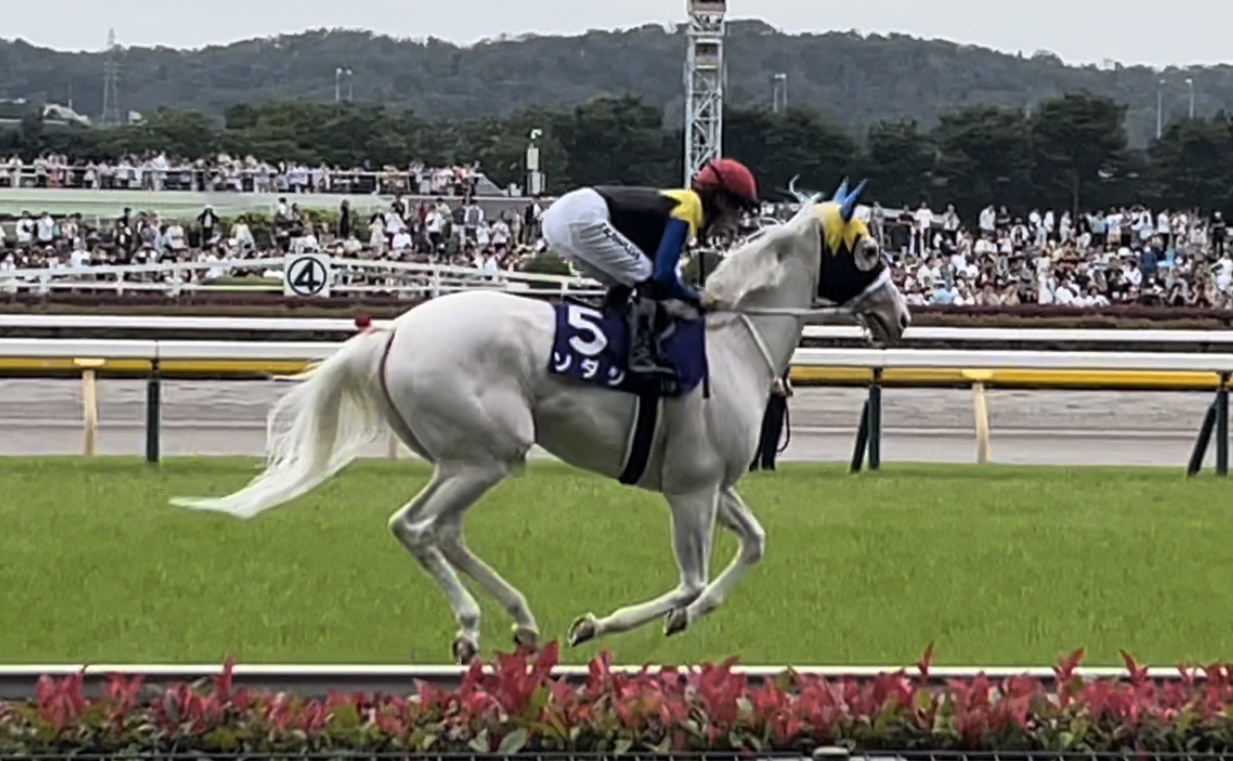
安田紀念賽前熱身

其後於夏季進入放草﹐但於途中被發現腳部不適的症狀﹐最終陣營於商討後決定安排其退役﹐並於10月1日發表消息。

### 詳細賽績
| 日期       | 舉辦國家 | 馬場 | 距離   | 級別 | 賽事名稱         | 負重 | 騎師     | 馬號 | 名次 | 時間   | 頭馬（二馬）        |
| ---------- | -------- | ---- | ------ | ---- | ---------------- | ---- | -------- | ---- | ---- | ------ | ------------------- |
| 12/7/2020  | 日本     | 函館 | 草1800 |      | 2歲新馬          | 54   | 吉田隼人 | 4    | 1    | 1:50.4 | （Gallant Warrior） |
| 5/9/2020   | 日本     | 札幌 | 草1800 | GIII | 札幌兩歲錦標     | 54   | 吉田隼人 | 13   | 1    | 1:48.2 | （安身立命）        |
| 31/10/2020 | 日本     | 東京 | 草1600 | GIII | 月神錦標         | 54   | 吉田隼人 | 14   | 1    | 1:34.9 | （艷日麗）          |
| 13/12/2020 | 日本     | 阪神 | 草1600 | GI   | 阪神兩歲牝馬錦標 | 54   | 吉田隼人 | 6    | 1    | 1:33.1 | （里見女尊）        |
| 11/4/2021  | 日本     | 阪神 | 草1600 | GI   | 櫻花賞           | 55   | 吉田隼人 | 4    | 1    | 1:31.1 | （里見女尊）        |
| 23/5/2021  | 日本     | 東京 | 草2400 | GI   | 優駿牝馬         | 55   | 吉田隼人 | 11   | 8    | 2:25.1 | 安身立命            |
| 22/8/2021  | 日本     | 札幌 | 草2000 | GII  | 札幌紀念         | 52   | 吉田隼人 | 13   | 1    | 1:59.5 | （唯獨愛你）        |
| 17/10/2021 | 日本     | 阪神 | 草2000 | GI   | 秋華賞           | 55   | 吉田隼人 | 4    | 10   | 2:02.1 | 赤鳥之女            |
| 5/12/2021  | 日本     | 中京 | 泥1800 | GI   | 日本冠軍盃       | 54   | 吉田隼人 | 1    | 12   | 1:52.0 | 宏觀角度            |
| 20/2/2022  | 日本     | 東京 | 泥1600 | GI   | 二月錦標         | 55   | 吉田隼人 | 11   | 3    | 1:34.3 | 法老茶座            |
| 15/5/2022  | 日本     | 東京 | 草1600 | GI   | 維多利亞一哩賽   | 55   | 吉田隼人 | 5    | 1    | 1:32.2 | （煥發嫣紅）        |
| 21/8/2022  | 日本     | 札幌 | 草2000 | GII  | 札幌紀念         | 55   | 吉田隼人 | 10   | 5    | 2:01.8 | 金積驥              |
| 15/10/2022 | 日本     | 東京 | 草1800 | GII  | 府中牝馬錦標     | 56   | 吉田隼人 | 2    | 2    | 1:44.5 | 大奇蹟              |
| 20/11/2022 | 日本     | 阪神 | 草1600 | GI   | 一哩冠軍賽       | 55   | 吉田隼人 | 6    | 3    | 1:32.8 | 秀逸小島            |
| 14/5/2023  | 日本     | 東京 | 草1600 | GI   | 維多利亞一哩賽   | 56   | 連達文   | 16   | 2    | 1:32.2 | 前人足跡            |
| 4/6/2023   | 日本     | 東京 | 草1600 | GI   | 安田紀念         | 56   | 川田將雅 | 5    | 7    | 1:32.0 | 前人足跡            |

## 退役後
退役後，純淨之輝成為了繁殖雌馬，於北海道安平町北部牧場休養，將於2024年進行配種。

### 詳細繁殖資料
| 數目 | 馬名         | 出生年 | 性別 | 父系   | 練馬師 | 馬主 | 戰績       |
| ---- | ------------ | ------ | ---- | ------ | ------ | ---- | ---------- |
| 首匹 | 純淨之輝2025 | 2025   | 雌   | 春秋分 |        |      | （出賽前） |

## 血統簡介
父系大洋船爲美國生產的日本賽駒，於草地泥地賽事均有表現，曾勝出NHK一哩賽及日本盃泥地大賽。祖父French Deputy爲美國賽駒，生涯戰績不俗，曾勝出二級賽。
母系Buchiko爲日本賽駒，雖然曾勝出四場賽事，但生涯未突破條件戰級別。外祖父夏威夷王亦是日本賽駒，生涯戰績極爲優秀，僅得一戰未能獲勝，曾勝出一級賽NHK一哩賽及東京優駿（日本打吡），爲日本史上首匹贏得變則二冠的賽駒。

### 血統表
| 父線：Vice Regent系（北地舞人系） |                              |                 |                    |
| 種馬 大洋船 1998年（灰色）        | French Deputy 1990年（栗色） | Deputy Minister | Vice Regent        |
| 種馬 大洋船 1998年（灰色）        | French Deputy 1990年（栗色） | Deputy Minister | Mint Copt          |
| 種馬 大洋船 1998年（灰色）        | French Deputy 1990年（栗色） | Mitterand       | Hold Your Peace    |
| 種馬 大洋船 1998年（灰色）        | French Deputy 1990年（栗色） | Mitterand       | Laredo Lass        |
| 種馬 大洋船 1998年（灰色）        | Blue Avenue 1990年（灰色）   | Classic Go Go   | Pago Pago          |
| 種馬 大洋船 1998年（灰色）        | Blue Avenue 1990年（灰色）   | Classic Go Go   | Classic Perfection |
| 種馬 大洋船 1998年（灰色）        | Blue Avenue 1990年（灰色）   | Eliza Blue      | Icecapade          |
| 種馬 大洋船 1998年（灰色）        | Blue Avenue 1990年（灰色）   | Eliza Blue      | Corella            |
| 繁殖雌馬 Buchiko 2012年（白色）   | 夏威夷王 2001年（棗色）      | 金滿寶          | 淘金者             |
| 繁殖雌馬 Buchiko 2012年（白色）   | 夏威夷王 2001年（棗色）      | 金滿寶          | Miesque            |
| 繁殖雌馬 Buchiko 2012年（白色）   | 夏威夷王 2001年（棗色）      | Manfath         | 最後大官           |
| 繁殖雌馬 Buchiko 2012年（白色）   | 夏威夷王 2001年（棗色）      | Manfath         | Pilot Bird         |
| 繁殖雌馬 Buchiko 2012年（白色）   | Shirayukihime 1996年（白色） | 週日寧靜        | Halo               |
| 繁殖雌馬 Buchiko 2012年（白色）   | Shirayukihime 1996年（白色） | 週日寧靜        | Wishing Well       |
| 繁殖雌馬 Buchiko 2012年（白色）   | Shirayukihime 1996年（白色） | Wave Wind       | Topsider           |
| 繁殖雌馬 Buchiko 2012年（白色）   | Shirayukihime 1996年（白色） | Wave Wind       | Storm and Sunshine |
| 雌系：號族：2-w                   |                              |                 |                    |
| 五代內近親交配：北地舞人 5×5      |                              |                 |                    |

## 命名由來
名字Sodashi（ソダシ）於梵语中，帶有純潔、光輝等意思，聯想自其自身的毛色，香港則取意譯，翻譯為「純淨之輝」。

## 外部連結
- 純淨之輝 netkeiba.com （页面存档备份，存于）
- 血統表 （页面存档备份，存于）